# Lecythis ampla
Lecythis ampla är en tvåhjärtbladig växtart som beskrevs av John Miers. Lecythis ampla ingår i släktet Lecythis och familjen Lecythidaceae. Inga underarter finns listade i Catalogue of Life.